# جک مک‌اینرنی
جان شِیمِس «جک» مک‌اینرنی (انگلیسی: John Seamus "Jack" McInerney؛ زادهٔ ۵ اوت ۱۹۹۲) بازیکن فوتبال اهل ایالات متحده آمریکا است.